# ماري وورتلي مونتاغيو
ليدي ماري وورتلي مونتاغيو (بالإنجليزية: Lady Mary Wortley Montagu) (عمدت 26 مايو 1689 - 21 أغسطس 1762) هي أرستقراطية وكاتبة رسائل وشاعرة إنجليزية. يتم تذكر ليدي ماري اليوم للرسائل التي كتبتها، ولا سيما رسائلها من أسفارها إلى الدولة العثمانية، حيث عاشت لفترة في الآستانة بوصفها زوجة السفير البريطاني فيها، وفهمت الإسلام ووقفت منه موقفا مستنيراً.، وقد وصف بيلي ميلمان تلك الرسائل بأنها «واحدة من أوائل الأمثلة لعمل دنيوي لامرأة عن الشرق المسلم». وبصرف النظر عن كتاباتها، عُرفت ليدي ماري أيضاً لإدخالها ودعوتها للقاح لمرض الجدري في بريطانيا بعد عودتها من تركيا. عادة ما تتناول وتتحدى ليدي ماري في كتاباتها المواقف الاجتماعية تجاه المرأة والتي تعيق نموها الفكري والاجتماعي.

## آثارها
أهم آثارها: «رسائل من الشرق» Letters from the East (نشرت عام 1763 م بعد وفاتها).

## وصلات خارجية
- ماري وورتلي مونتاغيو على موقع الموسوعة البريطانية (الإنجليزية)
- ماري وورتلي مونتاغيو على موقع ميوزك برينز (الإنجليزية)
- ماري وورتلي مونتاغيو على موقع إن إن دي بي (الإنجليزية)
- مؤلفات ماري وورتلي مونتاغيو في مشروع غوتنبرغ